# Villa Letizia
Villa Letizia, nota anche come Villa Rasponi o Zauli, si trova a Firenze, in via Bolognese Vecchia, poco dopo la biforcazione con via Bolognese Nuova, presso il borgo di Lastra.

## Storia
Anticamente era di possesso di un ramo secondario dei Medici: nel 1427 è attestato Andrea di Bernardo, poi Bartolomeo d'Antonio (detto il Capitano Mucchio), finché nel 1589 Lorenzo la cedeva a Pietro di Dato Migliorati; il suo parente Raffaello la cedette poi in eredità alla Congregazione delle Minime Ancelle di Santa Caterina in via San Gallo (1678). Fu affittata quindi ai Fabbri, che finirono per acquistarla. Nell'Ottocento passò all'incisore Raffaello Morghen, poi ai conti Zauli-Naldi di Faenza e, alla fine del secolo, ai conti Rasponi. Nel Novecento venne venduta ai Morelli e nel 1932 ai Prichard, poi agli Specht (1945), i quali vi impiantarono un suggestivo giardino di iris. Nel 1967 è passata alla famiglia Cagnoni.

## Architettura
La villa ha alcune sobrie decorazioni in stile toscano, come le sogli e gli stipiti in pietra serena e i soffitti a cassettoni. Nelle cantine è ancora visibile l'antica cisterna. La costruzione è circondata da un piccolo giardino all'italiana dotato anche di limonaia (oggi usata come abitazione), verso la valle del Mugnone.